# Heterospilus paradoxus
Heterospilus paradoxus är en stekelart som först beskrevs av Günther Enderlein 1920.  Heterospilus paradoxus ingår i släktet Heterospilus och familjen bracksteklar. Inga underarter finns listade i Catalogue of Life.